# Confédération tchéco-morave des syndicats
La Českomoravská konfederace odborových svazů (ČMKOS - Confédération tchéco-morave des syndicats) est une confédération syndicale tchèque affiliée à la Confédération syndicale internationale et à la Confédération européenne des syndicats.